# Wutzkyallee
Wutzkyallee – podziemna stacja metra w Berlinie na linii U7. W rejestrze stacji metra BVG oznaczana jest skrótem Wk.
Stacja Wutzkyallee znajduje się w dzielnicy Gropiusstadt, w okręgu administracyjnym Neukölln, swoją nazwę wzięła od alei Wutzkyalle pod którą się znajduje, a ta z kolei została nazwana dla upamiętnienia Emila Wutzky’ego (1871–1963) działacza związkowego i lokalnego polityka lewicowego związanego z dzielnicą Neukölln. Początkowo, w trakcie trwania budowy, planowana była dla niej inna nazwa – Efeuweg, związana z nazywającą się tak, przebiegającą w pobliżu ulicą.
Stacja została otwarta dnia 2 stycznia 1970 z chwilą oddania do użytku kolejnego, składającego się z czterech stacji odcinka linii U7, zwanego Rudower Strecke, a budowanego w latach 1965–1972. Odcinek ten kończył się wówczas na stacji Zwickauer Damm, a w roku 1972 został przedłużony o jeszcze jedną stację – Rudow. Stacja Wutzkyallee nie posiada połączeń z innymi liniami środków komunikacji miejskiej. Składa się z jednego peronu z dwoma torami, na który prowadzi tylko jedno wejście z pawilonu znajdującego się na powierzchni ulicy. Pawilon wejściowy połączony jest z budynkiem centrum handlowo-usługowego Wutzky-Center, do wnętrza którego można dostać się również bezpośrednio z peronu stacji. Od poprzedniej stacji Lipschitzallee oddalona jest o 858 m, natomiast odległość do kolejnej – Zwickauer Damm wynosi 629 m.
Autorem projektu stacji był berliński architekt Rainer G. Rümmler, który zaprojektował jeszcze ponad pięćdziesiąt innych stacji metra w Berlinie. Wystrój wnętrza podobny jest do innych stacji końcowego odcinka linii U7, ściany pokryte są  kaflami w kolorze niebieskim z białym pasem. W roku 2015 zaplanowano remont peronów i naziemnego pawilonu wejściowego stacji. Ściany mają zostać ozdobione dodatkowo czarno-białymi fotografiami osiedla Gropiusstadt. Powstać ma także drugi pawilon wejściowy od strony północnej, w którym zamontowana ma być także winda, gdyż do tej pory stacja nie posiada jej i z tego powodu nie mogą z niej korzystać osoby poruszające się na wózkach inwalidzkich.